# 小盈岭战役
小盈岭戰役是1651年清朝军队向郑成功率领的南明军队發動的一场战斗，結果郑成功胜利。

## 经过
永曆五年(1651年)，郑成功率领明军先后取得磁灶戰役和钱山戰役的勝利，清廷大为震动。十一月，清军派遣福建陆路提督杨名高率数千骑兵与步兵南下，前往增援漳州清军王邦俊部。由于清军南援漳州，必定要经过泉州，于是郑成功准备在泉州地界阻截清军。郑成功率领所部渡过海峡，在同安县（今属翔安区）和南安县交界处的小盈岭一带安营驻扎。杨名高令清军兵分三路，向小盈岭发起进攻，同时派一支清军由鸿渐山迂回到郑军后侧，企图合围明军。郑成功亲自指挥明军奋勇杀敌，清军顽抗了一阵，终于抵挡不住、纷纷溃败，杨名高纵马而逃。而包抄郑军的那路清军，一开始进展顺利，但之后明军大将甘辉率领援军赶到，清军终于全线溃败，狼狈而逃。郑军一路追击，一直追到马厝巷，杨名高侥幸逃脱，明军取得了小盈岭戰役的胜利。

## 影响
小盈岭戰役继磁灶戰役和钱山戰役，郑成功在闽南三战三捷，鼓舞了一批前明军将领纷纷來降。十二月十五日，清军漳浦副将陈尧策率部反正。永历六年(1652年)正月二日，海澄清军守将赫文兴率部反正。郑成功又派部将攻略漳州南部，十二月十六日，黄廷攻占诏安；次年正月四日，黄兴夺取平和。这样，明军再度控制了漳州南部的大片地区。